# Alice Rivaz
Alice Rivaz, pseudonimo di Alice Golay (Rovray, 14 agosto 1901 – Genthod, 27 febbraio 1998), è stata una scrittrice svizzera.

## Biografia
Alice Golay è nata nella cittadina svizzera di Rovray, nel Canton Vaud, figlia unica di Paul Golay e Ida Ettler, entrambi ferventi calvinisti. La madre prima di sposarsi era stata una diaconessa, mentre il padre al momento della nascita di Alice insegnava in una scuola elementare. Dopo aver abbracciato il socialismo, egli lasciò l'insegnamento e divenne un giornalista per il periodico di sinistra Le Grutléen, motivo per il quale la famiglia si spostò a Losanna.
I successivi scritti di Alice Rivaz rifletteranno il conflitto della coppia, conseguenza dei loro diversi punti di vista, con la pietà materna che si scontrerà con le convinzioni politiche paterne.
All'età di 25 anni Rivaz si trasferisce a Ginevra, dove trascorrerà il resto della vita. Comincerà studiando musica, allenandosi per diventare una pianista. Dopo diversi anni di lavoro presso l'International Labour Organization si dedica alla scrittura, diventando la maggiore scrittrice di lingua francese della Svizzera romanda. Muore a Ginevra all'età di 96 anni ed è sepolta nel prestigioso Cimetière des Rois.

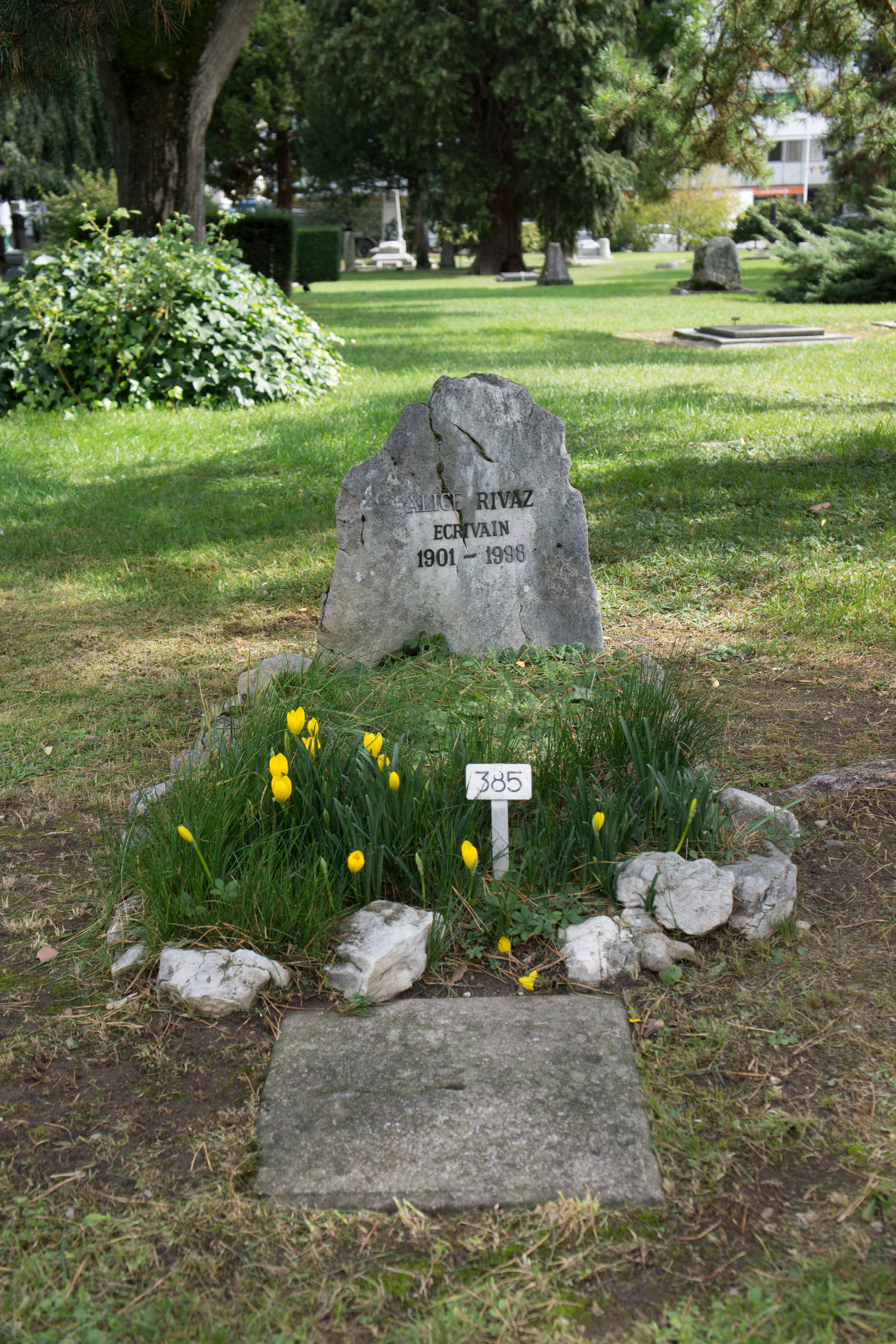
Alice Rivaz - Cimetière des Rois

Presso la sua casa natale è stata posta una targa commemorativa. A Ginevra una strada e un collegio per adulti e a Clarens presso Montreux un'area di gioco per bambini portano il suo nome. E dal 2002 c'è anche un treno intercity chiamato Alice Rivaz. A partire dal 2015, è stato istituito un premio triennale a suo nome, il Prix Alice Rivaz.

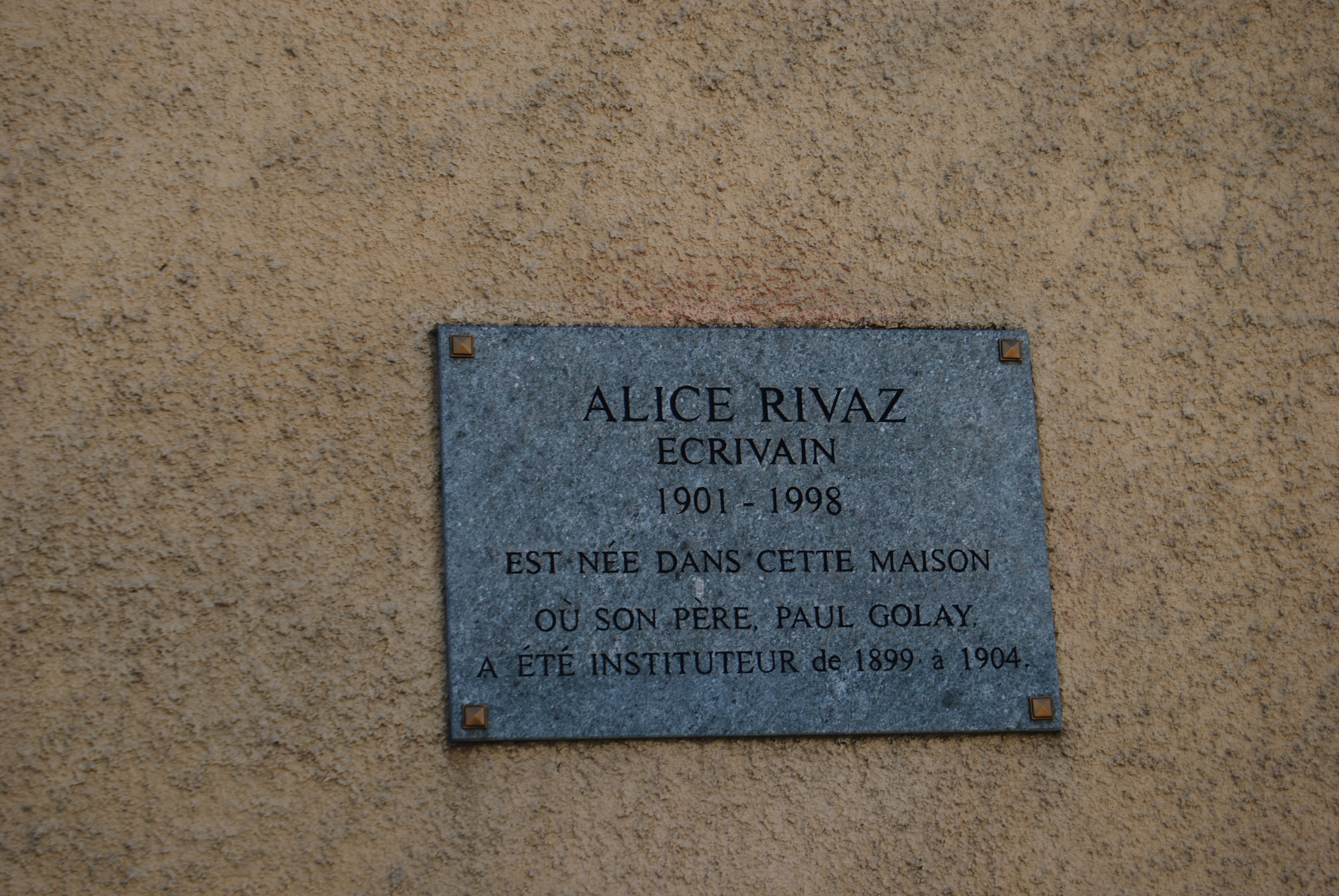
Lastra commemorativa a Rovray

## Carriera
Il lavoro presso l'Organizzazione internazionale del lavoro dal 1925 al 1940 e dal 1946 al 1959 le lascia poco tempo per coltivare la vocazione letteraria. A seguito della guerra e della sospensione delle attività, Rivaz comincia a scrivere il suo primo romanzo, Nuages dans la main (Nuvole tra le mani), che viene pubblicato nel 1940 grazie alla raccomandazione di Charles-Ferdinand Ramuz. In seguito scriverà Comme le sable (Come la sabbia) (1946) e La Paix des ruches (La pace degli alveari) (1947). Nel 1942 ottiene il Premio Schiller. Questa prima fase della sua attività letteraria è marcata tanto dal suo pensiero sul ruolo della donna nella società, quanto dal problema delle minoranze, così come da riflessioni sull'amore e la solitudine.
Avendo ripreso l'attività lavorativa nel 1946, la romanziera deve attendere la pensione anticipata, nel 1959, per disporre del tempo indispensabile alla creazione. Fino all'età di ottantacinque anni, Alice Rivaz alterna romanzi, racconti e testi autobiografici. Nel corso di questa seconda fase di creatività letteraria, Rivaz denuncia l'egoismo e l'indifferenza della società nei confronti degli umili (Sans alcool, 1961, De Mémoire et d'oubli, 1973), esplora la vita interiore dei suoi personaggi, (Le Creux de la vague, 1967, Jette ton pain, 1979), evoca la sua infanzia (L'Alphabet du matin, 1968), i suoi ricordi e specialmente il suo debutto letterario, e le ragioni della scelta di uno pseudonimo. Scrive anche un saggio su Ramuz, una monografia sul poeta Jean-Georges Lossier e un ritratto della romanziera Alice Curchod.

## Opere
- Nuages dans la main romanzo, (1940) traduzione di Grazia Regoli: Nuvole tra le mani (1998)
- Comme le sable, romanzo (1946), traduzione di Grazia Regoli: Come la sabbia (1999) e Paginauno, Milano (2020)[1]
- La Paix des ruches, romanzo (1947), traduzione di Sabrina Campolongo: La pace degli alveari, Paginauno, Milano (2019)[2]
- Sans Alcool, racconti (1961)
- Comptez vos jours (1966)
- Le Creux de la vague, romanzo (1967), traduzione di Alberto Panaro: Il cavo dell'onda (1999) e Paginauno, Milano (2021)[3]
- L'Alphabet du matin, romanzo (1968), traduzione di Alberto Panaro: L'alfabeto del mattino (1998)
- De Mémoire et d'oubli, racconti (1973), traduzione di Grazia Regoli e Alberto Panaro: Racconti di memoria e di oblio (1998)
- Jette ton pain, romanzo (1979), traduzione di Alberto Panaro: Getta il tuo pane (1999) e Paginauno, Milano (2023)[4]
- Ce Nom qui n'est pas le mien, saggi (1980)
- Traces de vie, diari (1983)
- Jean-Georges Lossier. Poésie et vie intérieure, saggio, 1986
- L’Homme et son enfant. Sans alcool. Le Canari, racconti, 1996
- Creuser des puits dans le désert Lettere a Jean-Claude Fontanet, 2001
- Les Enveloppes bleues. Correspondance 1944–51 (con Pierre Girard), 2005
- Pourquoi serions-nous heureux? Correspondance 1945–1982 (con Jean-Georges Lossier), 2008